# Tishreen SC
Maillots
Actualités
Le Tishreen Sporting Club (en arabe : نادي تشرين الرياضي), plus couramment abrégé en Tishreen SC, est un club syrien de football fondé en 1947 et basé à Lattaquié.

## Palmarès
| Compétitions nationales |
| --- |
| - Championnat de Syrie (5) : - Champion : 1981-82, 1996-97, 2019-20, 2020-21, 2021-22. - Coupe de Syrie : - Vainqueur : 2022-23 - Finaliste : 1972-73, 1977-78, 1987-88, 2003-04 et 2005-06. |